# Parulohan
Parulohan is een bestuurslaag in het regentschap Humbang Hasundutan van de provincie Noord-Sumatra, Indonesië. Parulohan telt 1535 inwoners (volkstelling 2010).